# Angelo Cavazza
Angelo Cavazza (anche Cavaccia) (fine del XIV secolo – maggio 1452) è stato un vescovo cattolico italiano.

## Biografia
Di famiglia veneziana, era professore di diritto quando, nel 1428, fu nominato vescovo di Arbe. 
Sicuramente conosceva il cardinale Gabriele Condulmer già prima che questi salisse al trono pontificio con il nome di Eugenio IV, perché viene documentato a partire dall'ottobre 1431 come vicetesoriere, mentre sotto il pontificato del predecessore Martino V non aveva fatto parte del personale della Camera apostolica. Il tesoriere titolare era il vescovo di Parenzo Daniele Scoti, anch'egli entrato recentemente tra i collaboratori del nuovo papa. Scotti rimase il tesoriere ufficiale fino al 1441, ma il Cavazza lo sostituì spesso nelle sue funzioni.
Il 7 gennaio 1433 divenne vescovo di Parenzo, dopo che Scotti era stato nominato alla sede di Concordia. Durante il suo episcopato nel 1434 la diocesi di Cittanova fu unita provvisoriamente alla sede di Parenzo.
Il Cavazza risiedeva stabilmente in Curia, senza mai risiedere presso la sua sede vescovile: è testimoniata la sua presenza al Concilio di Firenze e il 5 luglio 1439 sottoscrisse la bolla di unione con la Chiesa greca. Da aprile 1440 fu luogotenente del cardinale Ludovico Scarampi Mezzarota al tempo camerlengo, che era dovuto tornare a Roma in tutta fretta per il governo della città, dopo la tragica morte del cardinale Giovanni Maria Vitelleschi. Il 18 aprile 1440 il papa lo trasferì alla sede di Traù, vacante proprio per la morte del cardinale Vitelleschi.
Mantenne la luogotenenza fino al novembre 1440 e il 5 settembre dell'anno successivo fu nominato tesoriere e allo stesso tempo fu nominato nuovamente luogotenente del camerlengo, carica che mantenne fino a dicembre. Il 1º aprile 1443 alla carica di tesoriere subentrò Francesco Legnano da Padova, ciambellano del papa, che fino a quel momento era stato receptor pecuniarum. Si può ritenere che il Cavazza fosse caduto in disgrazia, proprio quando papa Eugenio IV si apprestava a rientrare a Roma da Firenze, perché non viene più citato nei documenti fino alla morte del papa e al nuovo pontificato di papa Niccolò V, che lo nominò di nuovo tesoriere il 7 ottobre 1448.